# Guillermo Atías
Guillermo Atías Martín (Ovalle, 6 de febrero de 1917 - París, 8 de noviembre de 1979) fue un escritor chileno.

## Biografía
Atías, aunque nacido en Ovalle, "no se siente un devoto creyente de la aldea. Ni un sentimental del
terruño. Después de pasar por Quillota, a partir de la primera juventud su vida se hace
santiaguina”, escribió en su tiempo Volodia Teitelboim. El futuro escritor se trasladó en 1930 a la capital para estudiar en el Instituto Nacional y después cursó la carrera de Leyes.
En la capital chilena, Atías "tomó contacto con los círculos intelectuales y se integró al grupo de escritores que habitualmente se daba cita en el café Miss Universo".
Debutó en la literatura con cuentos que publicó en diversas revistas —Multitud, Extremo Sur, Pro Arte— con el seudónimo de Anuar Atías. De ideas de izquierda, ingresó en el Partido Socialista. 
Perteneciente a la Generación del 38, reflejó la situación de la clase media en su novela El tiempo banal de 1955, la que al año siguiente ganó el Premio Municipal de Literatura de Santiago. Su obra, que además de novelas incluye cuentos y ensayos, mereció también otros galardones. 
Fue elegido presidente de la Sociedad de Escritores de Chile (SECH) en 1963 y reelegido al año siguiente. En la segunda mitad de esa década, funda y dirige el semanario quincenal de "análisis y cultura Plan. Política Latinoamericana Nueva; su primer número salió el primero de mayo de 1966 y el último en 1973. 
El golpe militar encabezado por el general Augusto Pinochet contra el presidente socialista Salvador Allende el 11 de septiembre de 1973 lo pilló fuera de Chile: se encontraba en la Unión Soviética, invitado a participar en un homenaje al gran poeta ruso Alexandr Pushkin. 
Atías no pudo regresar a su país y se exilió en Francia, donde moriría seis años más tarde. En 1975 llegó también a París su hijo Pedro, que militaba en el Movimiento de Izquierda Revolucionaria (MIR). La visión de Pedro sobre la elección de Allende fue llevada a una novela gráfica publicada en 2017 por los historietistas franceses  Désirée et Alain Frappier titulada Là où se termine la terre – Chili 1948 – 1970 (Allí donde se termina la tierra. Chile 1949-1970).
El último tiempo antes de fallecer en París de un paro cardíaco la noche del jueves del 8 de noviembre de 1979, "trabajaba en la realización del Congreso Nacional de Escritores convocado por la SECh para el mes de octubre. Alcanzó a enterarse de la suspensión del Comgreso, lo que lo privaba, junto a muchos otros escritores, del retorno a la patria", decía una pequeña nota publicada con motivo de su muerte en la revista La Bicicleta. Atías sufrió un infarto mientras iba conduciendo para asumir un trabajo en la Escuela Superior Normal de Saint Cloud, ubicada en los alrededores de la capital francesa, y su coche se estrelló contra un muro.
Su hermano menor, Walto Atías (1920-1978), fue también escritor, director del Departamento de la Presidencia bajo Allende.

## Obras
- El tiempo banal, novela, Editorial Nascimento, Santiago, 1955
- Un día de luz, cuentos, Ediciones Inecupebe, Santiago, 1959; contiene 6 relatos:
  - «El abogado de ojos color café»; «El caso de la calle»; «Colonia»; «El jefe»; «Matinée»; «La tormenta»; y «Un día de luz»
- Presencia de Ramón López Velarde, ensayo, SECH, 1963
- A la sombra de los días, novela, Editorial Zig-Zag, Santiago, 1965 (Quimantú, 1972)
- Después de Guevara, ensayo, Plan, Santiago, 1968
- ....Y corría el billete, novela-tabloide, Quimantú, Santiago, 1972
- La contracorriente, en francés Le sang dans la rue, traducido al francés por Claude Bourguignon, 1978; inédita en español
- Là-où-finit-la-terre, cuentos chilenos en francés; con Claude Bourguignon; 1978 en collaboration avec

## Premios y reconocimientos
- Primer Premio de Novela 1954 en el concurso organizado por el Sindicato de Escritores de Chile

por El tiempo banal
- Premio Municipal de Literatura de Santiago 1956 por El tiempo banal
- Segundo lugar en el concurso CRAV de novela 1964 por A la sombra de los días
- Premio Pedro de Oña, categoría teatro
- Premio Gabriela Mistral, categoría teatro